# San Miguel de Abona
San Miguel de Abona je jednou z 31 obcí na španělském ostrově Tenerife. Nachází se na jihu ostrova, sousedí s municipalitami Arona, Vilaflor a Granadilla de Abona. Její rozloha je 42,04 km², v roce 2019 měla obec 20 886 obyvatel. Je součástí comarcy Abona.